# Gonçalo Anes Redondo
Gonçalo Anes Redondo foi um nobre e cavaleiro medieval do Reino de Portugal. Deteve o Senhorio de Sequeira.

## Relações familiares
Foi filho de João Pires Redondo e de Mór Peres. Casou com Teresa Esteves de Freitas, de quem teve:
1. Álvaro Gonçalves de Sequeira casado com Brites Fernandes de Cambra, filha de Fernão Afonso de Cambra e de Sancha Pais Correia.[1]